# Sielsowiet Ozierany
Sielsowiet Ozierany (biał. Азяранскі сельсавет, ros. Озеранский сельсовет) – sielsowiet na Białorusi, w obwodzie homelskim, w rejonie żytkowickim, z siedzibą w Ozieranach.

## Demografia
Według spisu z 2009 sielsowiet Ozierany zamieszkiwało 1969 osób, w tym 1912 Białorusinów (97,11%), 38 Rosjan (1,93%), 11 Ukraińców (0,56%), 6 osób innych narodowości i 2 osoby, które nie podały żadnej narodowości. Do 2019 liczba ludności spadła do 1599 osób.

## Geografia i transport
Sielsowiet położony jest na Polesiu, w południowej części rejonu żytkowickiego. Największymi rzekami są Prypeć i Stwiha. Część terenów sielsowietu znajduje się w obrębie dwóch obszarów ochrony przyrody: Prypeckiego Parku Narodowego i Rezerwatu Krajobrazowego Środkowa Prypeć.
Przebiegają przez niego drogi republikańskie R88 oraz R128.

## Miejscowości
- agromiasteczko:
  - Ozierany
- wsie:
  - Biaczanskaja Buda
  - Biecze
  - Chwajensk
  - Czernice
  - Kremno
  - Pohost
  - Znamienka
- osiedle:
  - Chwajensk